# Inschriften am Kenotaph Kaiser Maximilians I.

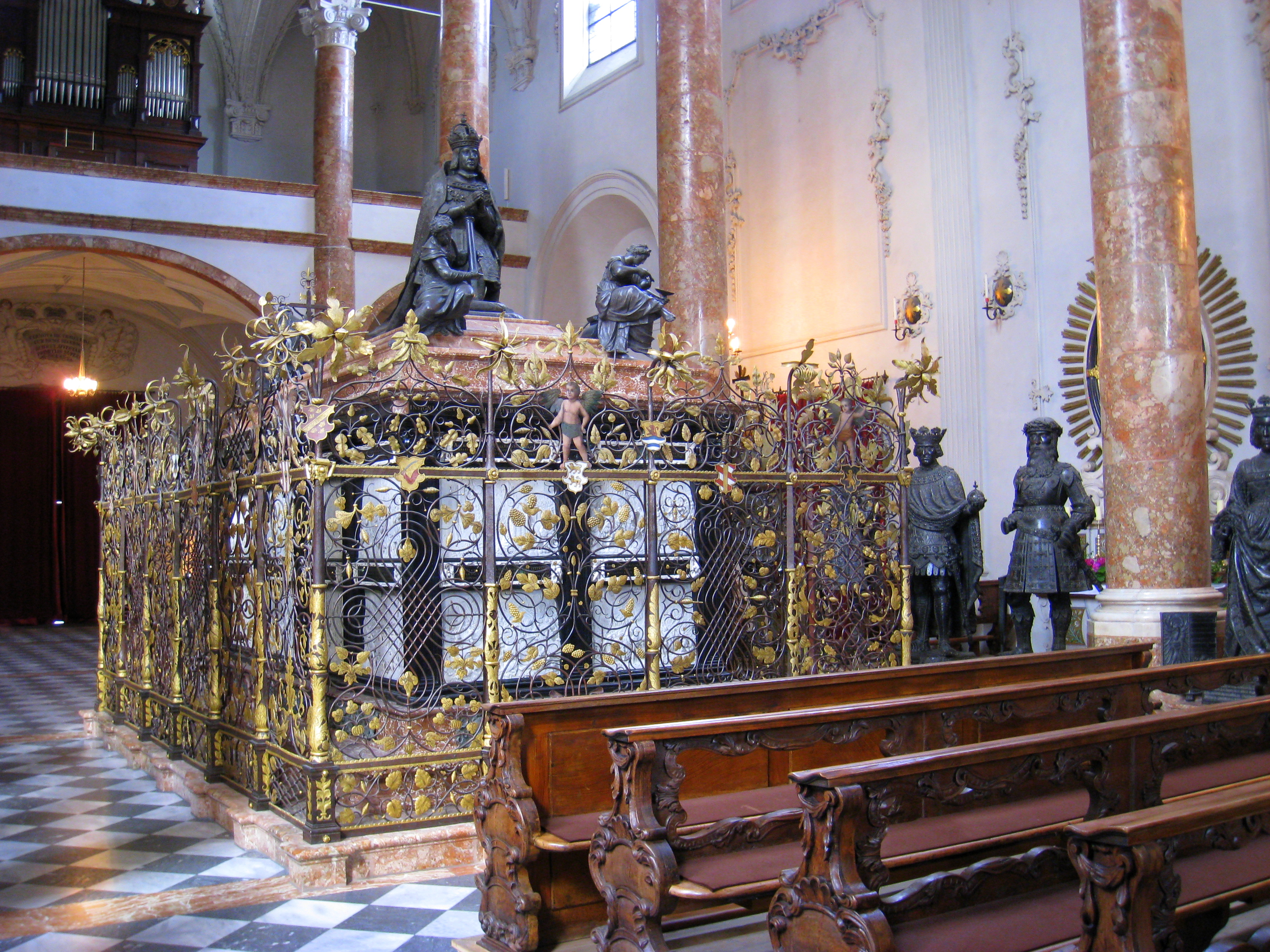
Grabanlage Kaiser Maximilians I., Innsbruck, Hofkirche

Die lateinische Widmungsinschrift und die 24 lateinischen Bildüberschriften auf dem Grabmal Kaiser Maximilians I. in der Hofkirche in Innsbruck preisen das Lebenswerk des Kaisers Maximilian I.

## Die Innsbrucker Hofkirche und das Grabmal Kaiser Maximilians I.
Die 1563 eingeweihte Hofkirche in Innsbruck wurde als imposanter Memorialort für Kaiser Maximilian I. (1459–1519) von dessen Enkel Kaiser Ferdinand I. (1503–1564) errichtet. Mitten im Kirchenraum in der Achse des Hochaltars befindet sich das mächtige marmorne Kenotaph Kaiser Maximilians I., von einem schmiedeeisernen Prachtgitter umgeben. Erst 1584 unter Maximilians Urenkel Erzherzog Ferdinand II. (1529–1595) wurde es fertiggestellt. Auf der gestuften marmornen Deckplatte der Tumba kniet die bronzene Deckelskulptur des Kaisers in Anbetung vor Gott. Unterhalb der Deckplatte finden sich die lateinische Widmungsinschrift und an den Tumbawänden 24 lateinische Inschriften in goldenen Buchstaben auf schwarzem Marmor, die zusammen mit 24 Bildreliefs in weißem Marmor Vita und Lebenswerk des Verstorbenen festhalten. Als Ensemble von überlebensgroßen Bronzestatuen halten die Schwarzen Mander, darunter auch Frauen, eine Versammlung von Ahnen, Familienangehörigen und Vorbildern, Grabwache. Die sterblichen Überreste des Kaisers liegen in der St.-Georgs-Kathedrale der Burg in Wiener Neustadt, die Bestattung seines Herzens in der Liebfrauenkirche in Brügge bei seiner ersten Ehefrau soll Legende sein.

## Die Inschriften

### Die Widmungsinschrift

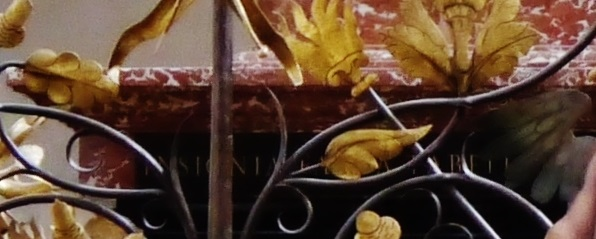
Detail der umlaufenden Widmungsinschrift an der Vorderseite links („…INSIGNIA FACTA TABELLIS…“)

Unterhalb der weißgeäderten roten Deckplatte der Tumba lässt sich ein umlaufendes Schriftband entdecken mit der lateinischen Widmungsinschrift des Kenotaphs. In ihr würdigt Kaiser Ferdinand I. das Wirken seines Großvaters Kaiser Maximilian I. in Krieg und Frieden und dessen wissenschaftliche und literarischen Interessen in Liebe und Dankbarkeit. Die Wiedergabe der Inschrift erfolgt in Großbuchstaben wie am Kenotaph, der Buchstabe U erscheint als V, die Abkürzungen sind in runde Klammern gesetzt.
IMPERATORI CAES(ari) MAXIMILIANO PIO FOELICI, AVG(vsto) PRINCIPI, TVM PACIS TVM BELLI ARTIBVS, OMNIVM AETATIS SVAE REGVM LONGE CLARISSIMO, SVB CVIVS FOELICI IMPERIO, INCLYTA GERMANIA DVLCISSIMA IPSIVS PATRIA, TAM ARMIS QVAM LITERARVM STVDIIS PLVSQVAM VNQVAM ANTEHAC FLORERE, CAPVTQVE SVPER ALIAS NATIONES EXTOLLERE CEPIT, CVIVS INSIGNIA FACTA TABELLIS INFERIORIBVS, QVAMVIS SVB COMPENDIO EXPRESSA CONSPICVVNTVR IMP(erator) CAES(ar) FERDINANDVS PIVS FOELIX, AVGVSTVS, AVO PATERNO PERQVAM COLENDO, AC BENEMERITO, PIETATIS, ATQVE GRATITVDINIS ERGO P(osvit). NATVS EST XXVII MARTII ANNO DOMINI MCCCCLVIIII OBIIT ANNO DO(mini) MDXIX DIE XII MENSIS IANVARII.

### Die Inschriften über den Bildreliefs
Die 24 lateinischen vergoldeten Inschriften auf schwarzem Marmorgrund fungieren als Überschrift zu dem jeweiligen Bildrelief aus weißem Marmor darunter. Dreizeiligkeit und Großbuchstaben, wobei V für U und die Ligatur Æ für AE geschrieben werden, entsprechen dem Original, das auch für MP und TE Ligaturen verwendet, ebenso die Nummerierung unter den Inschriften. Abkürzungen sind in runden Klammern aufgelöst, notwendige Ergänzungen in eckige Klammern gesetzt. Der Zusammenfassung der einzelnen Inschriften geht jeweils die Jahreszahl voraus, die der zeitlichen Einordnung der erwähnten Geschehnisse dient. Den rahmenden Schmuck der Inschriften bilden querrechteckige Kartuschen aus weißem Marmor, beidseitig gestützt von einem spielerisch bewegten Putto.

#### Inschrift Nr. 1

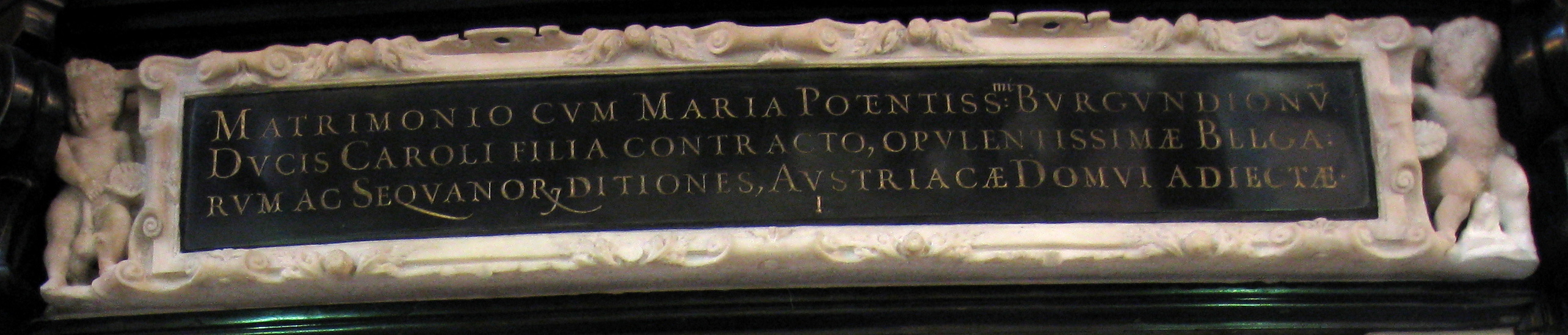

MATRIMONIO CVM MARIA POTENTISS(I):mi BVRGVNDIONV(m)

DVCIS CAROLI FILIA CONTRACTO, OPVLENTISSIMÆ BELGA:

RVM AC SEQVANOR(vm) DITIONES, AVSTRIACÆ DOMVI ADIECTÆ

1
1477: Heirat des 18-jährigen Erzherzogs Maximilian I. mit der 20-jährigen Maria von Burgund, der Tochter Karls des Kühnen, und Erweiterung des Herrschaftsgebiets des Hauses Österreich durch das Erbe Marias

#### Inschrift Nr. 2

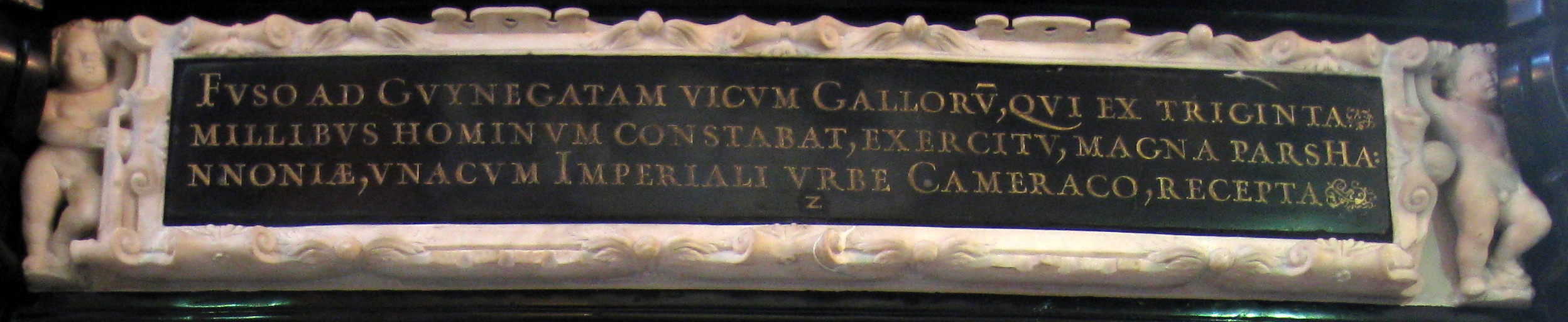

FVSO AD GVYNEGATAM VICVM GALLORV(m), QVI EX TRIGINTA

MILLIBVS HOMINVM CONSTABAT, EXERCITV MAGNA PARS HA:

NNONIÆ, VNACVM IMPERIALI VRBE CAMERACO, RECEPTA

2
1479: Sieg Erzherzogs Maximilian I. über die Franzosen im Burgundischen Erbfolgekrieg bei Guinegate und Wiedergewinnung eines großen Teils des Hennegaus und der Reichsstadt Cambrai

#### Inschrift Nr. 3

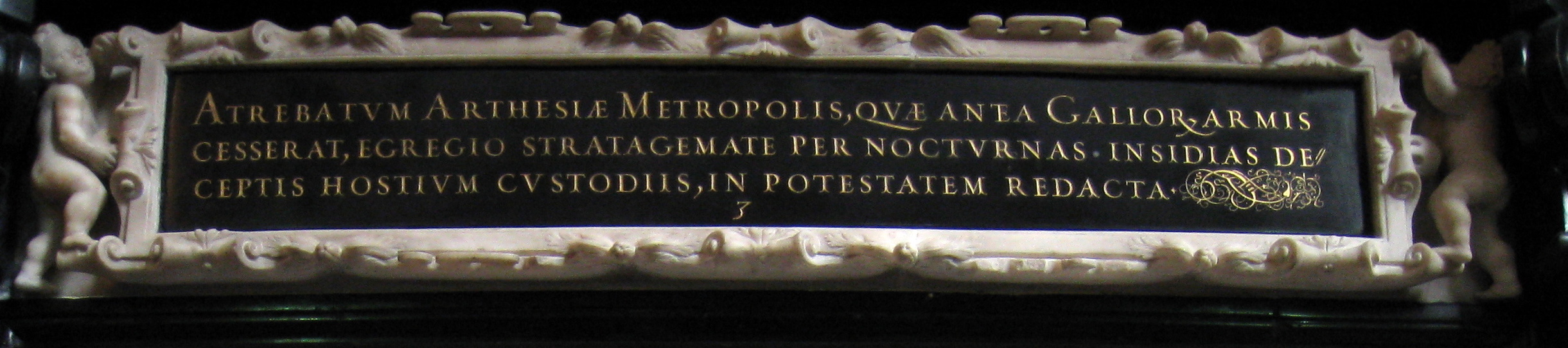

ATREBATVM ARTHESIÆ METROPOLIS, QVÆ ANTEA GALLOR(um) ARMIS

CESSERAT, EGREGIO STRATAGEMATE PER NOCTVRNAS INSIDIAS DE//

CEPTIS HOSTIVM CVSTODIIS, IN POTESTATEM REDACTA

3
1492: Eroberung des von den Franzosen besetzten Arras im Artois im Burgundischen Erbfolgekrieg

#### Inschrift Nr. 4

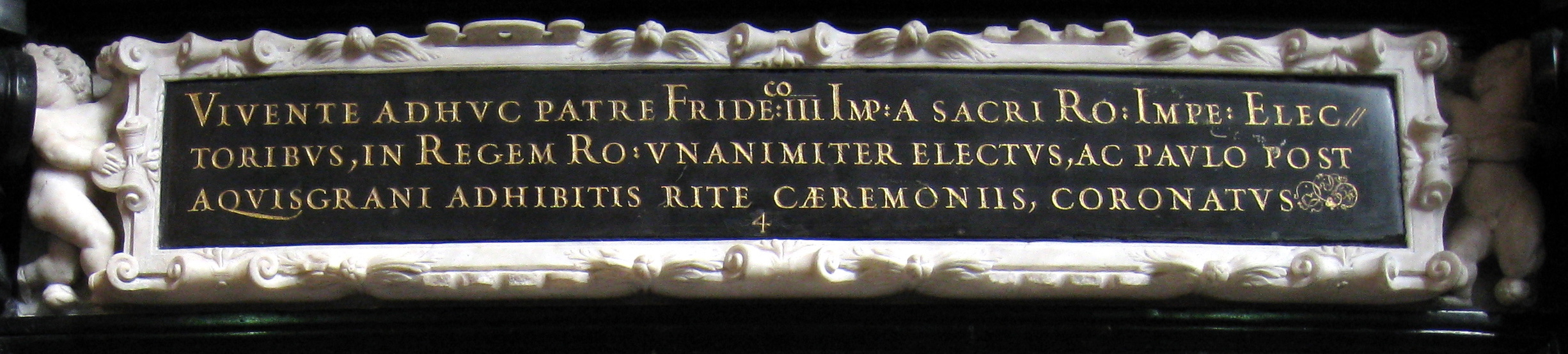

VIVENTE ADHVC PATRE FRIDE(ri)co III IMP:(eratore), A SACRI RO:(mani) IMPE:(rii) ELEC//

TORIBVS, IN REGEM RO:(manorvm) VNANIMITER ELECTVS, AC PAVLO POST

AQVISGRANI ADHIBITIS RITE CÆREMONIIS, CORONATVS

4
1486: Krönung Maximilians I. zum römisch-deutschen König in Aachen noch zu Lebzeiten seines Vaters Kaiser Friedrich III.

#### Inschrift Nr. 5

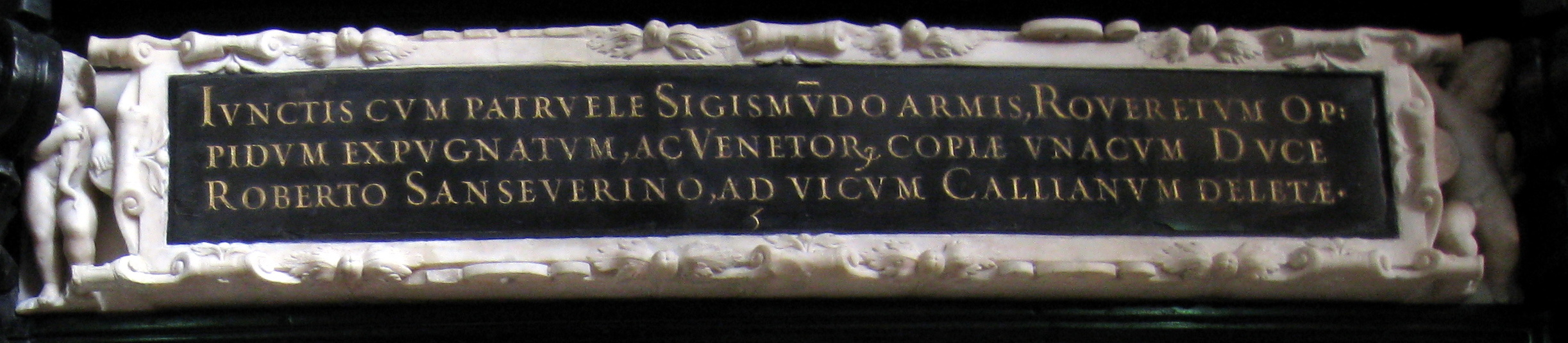

IVNCTIS CVM PATRVELE SIGISMV(n)DO ARMIS, ROVERETVM OP:

PIDVM EXPVGNATVM, AC VENETOR(vm) COPIÆ VNACVM DVCE ROBERTO SANSEVERINO, AD VICVM CALLIANVM DELETÆ

5
1487: In der Auseinandersetzung mit Venedig Sieg Erzherzogs Sigmund von Tirol, Cousin von Maximilians Vater Friedrich III., bei Calliano

#### Inschrift Nr. 6

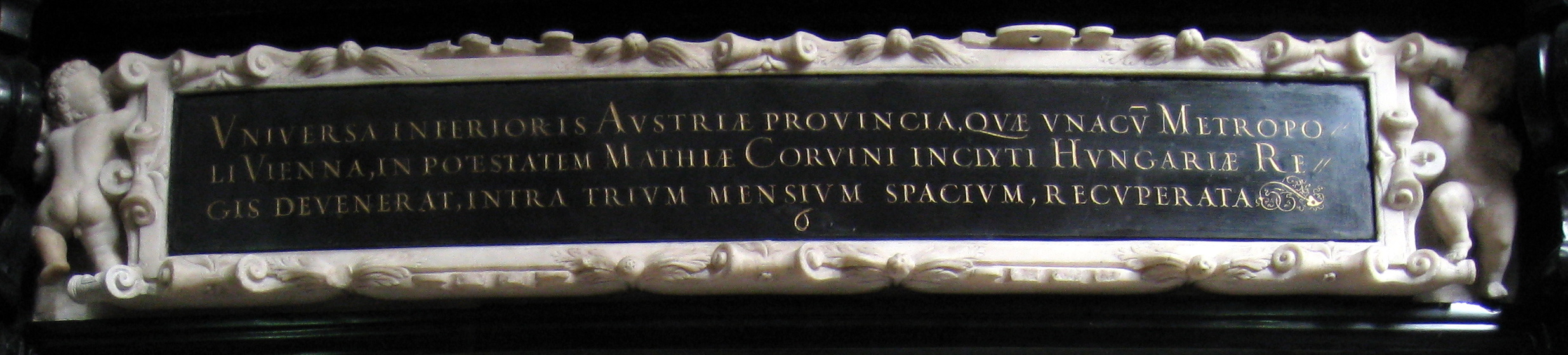

VNIVERSA INFERIORIS AVSTRIÆ PROVINCIA, QVÆ VNACV(m) METROPO//

LI VIENNA, IN POTESTATEM MATHIÆ CORVINI INCLYTI HVNGARIÆ RE//

GIS DEVENERAT, INTRA TRIVM MENSIVM SPACIVM, RECVPERATA

6
1490: Rückgewinnung Wiens und Niederösterreichs nach dem Tod des ungarischen Königs Matthias Corvinus

#### Inschrift Nr. 7

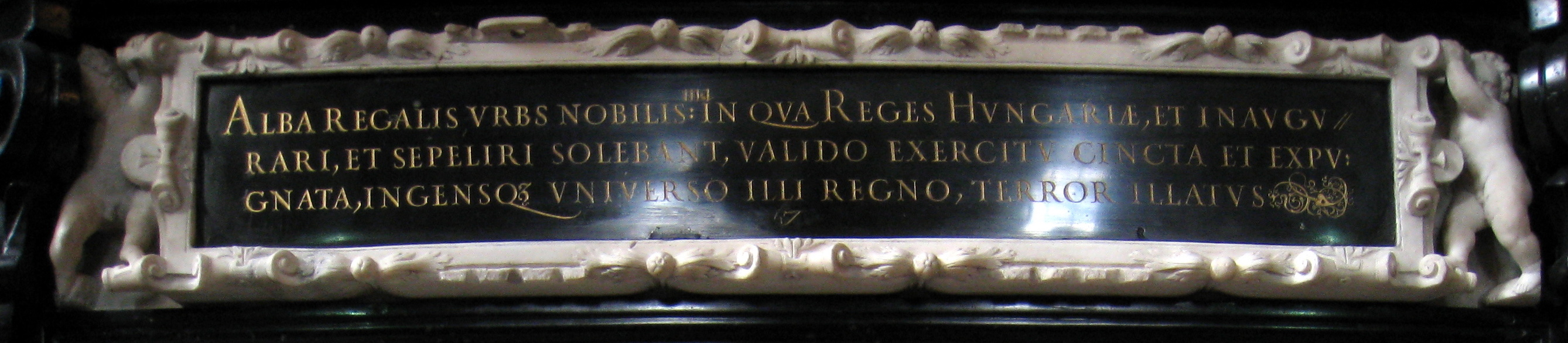

ALBA REGALIS VRBS NOBILIS:(si)ma IN QVA REGES HVNGARIÆ, ET INAVGV//

RARI, ET SEPELIRI SOLEBANT, VALIDO EXERCITV CINCTA ET EXPV:

GNATA, INGENSQ(ve) VNIVERSO ILLI REGNO, TERROR ILLATVS

7
1490: In den Auseinandersetzungen mit Ungarn Eroberung der ungarischen Königsstadt Stuhlweißenburg

#### Inschrift Nr. 8

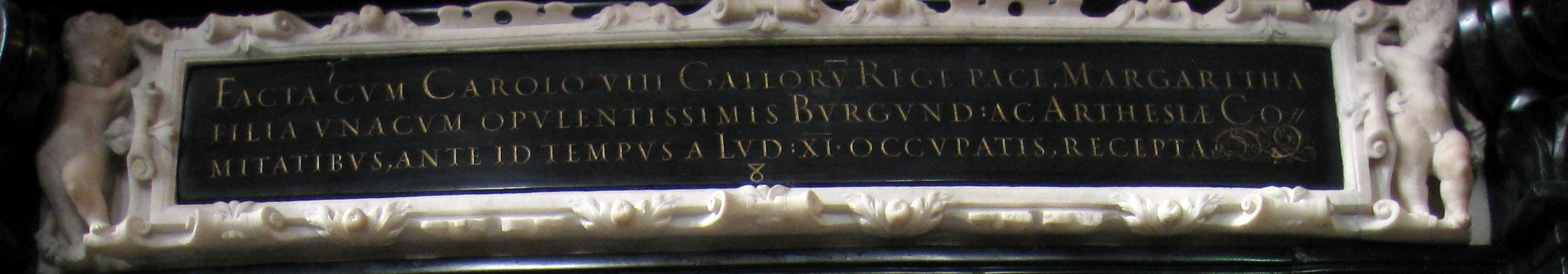

FACTA CVM CAROLO VIII GALLORV(m) REGE PACE, MARGARITHA

FILIA VNACVM OPVLENTISSIMIS BVRGVND:(iae) AC ARTHESIÆ CO//

MITATIBVS, ANTE ID TEMPVS A LVD(ovico) XI OCCVPATIS, RECEPTA

8
1493: Rückkehr von Maximilians Tochter Margaretha aus Frankreich nach dem Vertrag von Senlis, der den Burgundischen Erbfolgekrieg mit dem französischen König Karl VIII. beendete, und Rückgabe eines Teils ihrer Mitgift

#### Inschrift Nr. 9

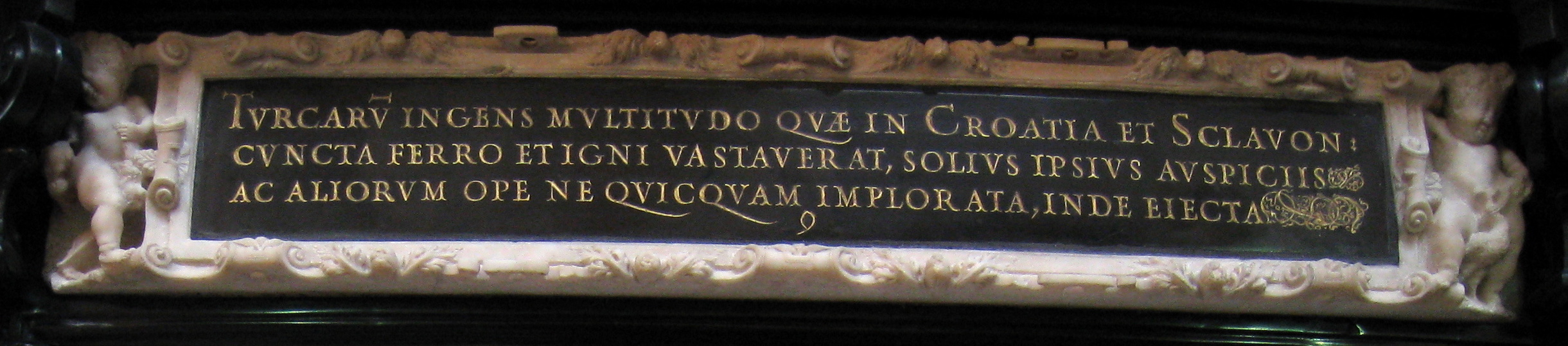

TVRCARV(m) INGENS MVLTITVDO QVÆ IN CROATIA ET SCLAVON:(ia)

CVNCTA FERRO ET IGNI VASTAVERAT, SOLIVS IPSIVS AVSPICIIS

AC ALIORVM OPE NE QVICQVAM IMPLORATA, INDE EIECTA

9
1493: Vertreibung der Osmanen aus Kroatien und Slawonien unter Maximilians alleinigem Kommando

#### Inschrift Nr. 10

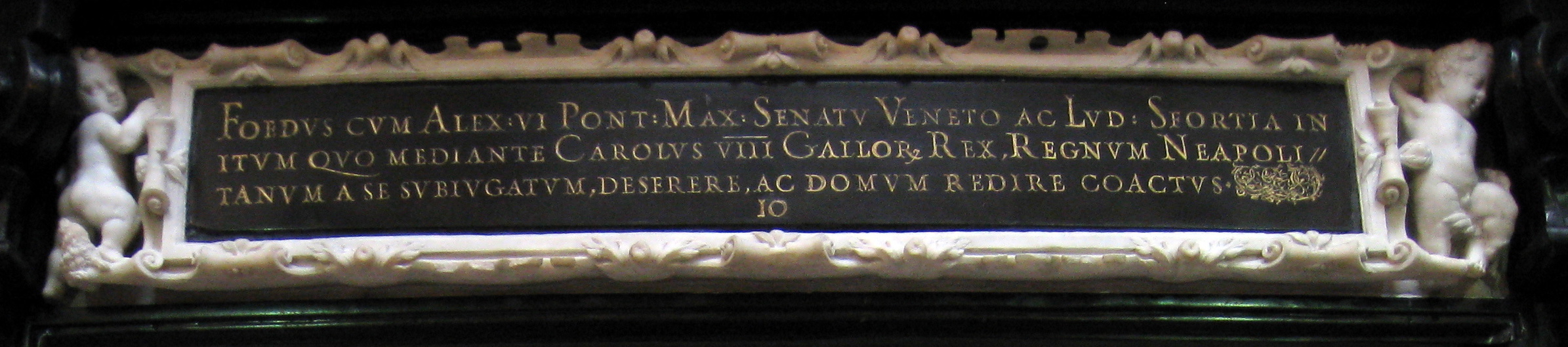

FOEDVS CVM ALEX(andro)VI PONT(ifice) MAX:(imo) SENATV VENETO AC LVD(ovico) SFORTIA IN

ITVM QVO MEDIANTE  CAROLVS VIII GALLOR(vm) REX, REGNVM NEAPOLI:///

TANVM A SE SVBIVGATVM, DESERERE, AC DOMVM REDIRE COACTVS

10
1495: Rückzug Frankreichs aus dem Königreich Neapel mit Hilfe der Heiligen Liga, die zwischen Maximilian, Papst Alexander VI., Venedig und Ludovico Sforza zustande kam

#### Inschrift Nr. 11

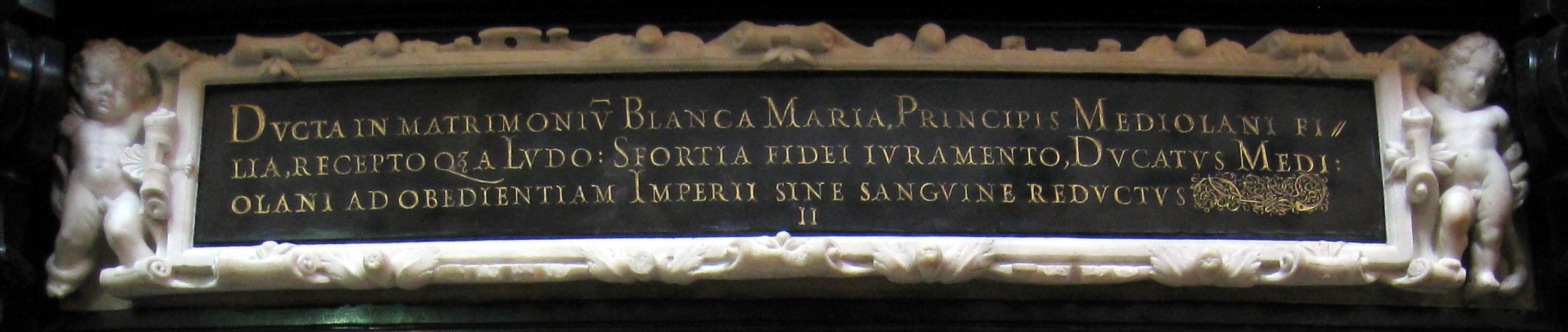

DVCTA IN MATRIMONIV(m) BLANCA MARIA, PRINCIPIS MEDIOLANI FI//

LIA, RECEPTOQ(ve) A LVDO:(vico) SFORTIA FIDEI IVRAMENTO, DVCATVS MEDI:

OLANI AD OBEDIENTIAM IMPERII SINE SANGVINE REDVCTVS

11
1494/95: Nach der Heirat Maximilians mit Bianca Maria Sforza Investitur ihres Onkels Ludovico Sforza mit dem Herzogtum Mailand

#### Inschrift Nr. 12

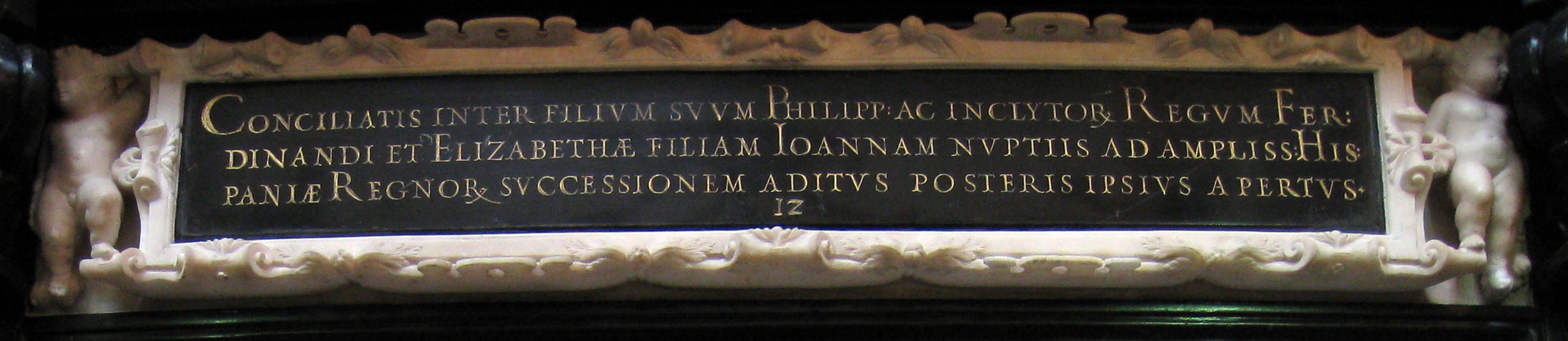

CONCILIATIS INTER FILIVM SVVM PHILIPP:(vm) AC INCLYTOR(vm) REGVM FER:

DINANDI ET ELISABETHÆ FILIAM IOANNAM NVPTIIS AD AMPLISS:(imorum) HIS

PANIÆ REGNOR(vm) SVCCESSIONEM ADITVS POSTERIS IPSIVS APERTVS

12
1496: Die folgenreiche Heirat seines Sohnes Philipp mit Johanna, der Tochter der Katholischen Könige Ferdinand und Isabella von Spanien

#### Inschrift Nr. 13

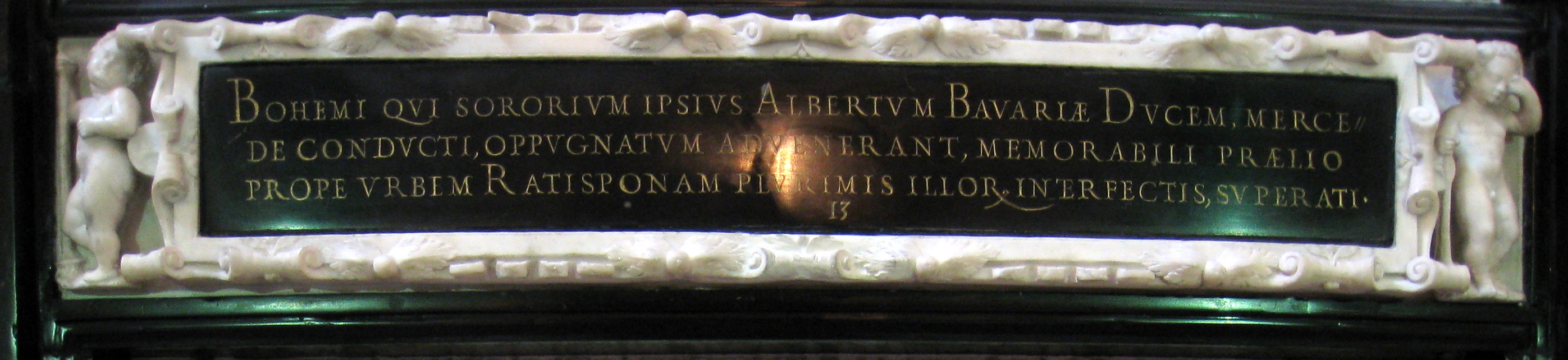

BOHEMI QVI SORORIVM IPSIVS ALBERTVM BAVARIÆ DVCEM, MERCE//

DE CONDVCTI, OPPVGNATVM ADVENERANT, MEMORABILI PRÆLIO

PROPE VRBEM RATISPONAM PLVRIMIS ILLOR(vm) INTERFECTIS, SVPERATI

13
1504: Im Landshuter Erbfolgekrieg Sieg in der Schlacht von Wenzenbach bei Regensburg auf Seiten seines Schwagers Albrecht IV. aus der Münchner Linie der Wittelsbacher

#### Inschrift Nr. 14

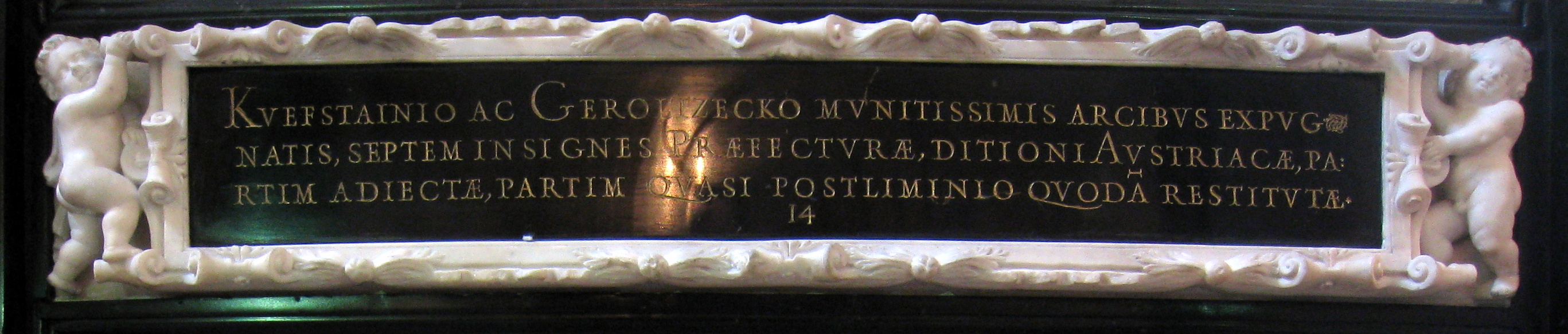

KVEFSTAINIO AC GEROLTZECKO MVNITISSIMIS ARCIBVS EXPVG

NATIS, SEPTEM INSIGNES PRÆFECTVRÆ, DITIONI AVSTRIACÆ, PA:

RTIM ADIECTÆ, PARTIM QVASI POSTLIMINIO QVODA(m) RESTITVTÆ

14
1504: Einnahme der Burgen Kufstein und Hohengeroldseck im Zuge des Landshuter Erbfolgekriegs und Einrichtung von Verwaltungsbezirken

#### Inschrift Nr. 15

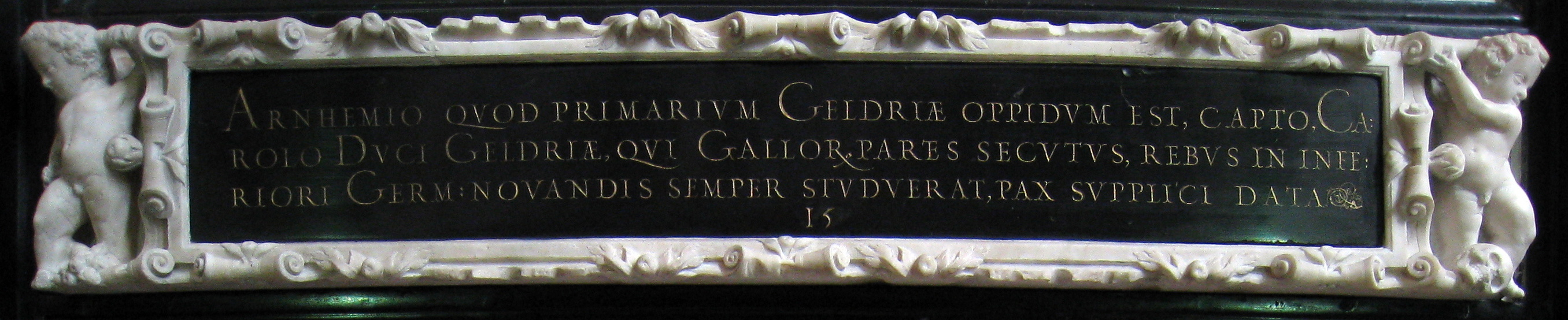

ARNHEMIO QVOD PRIMARIVM GELDRIÆ OPPIDVM EST, CAPTO, CA:

ROLO DVCI GELDRIÆ, QVI GALLOR(um) PARTES SECVTVS, REBVS IN INFE:

RIORI GERM(ania) NOVANDIS SEMPER STVDVERAT, PAX SVPPLICI DATA

15
1505: Unterwerfung des aufständischen Herzogs Karl von Geldern

#### Inschrift Nr. 16

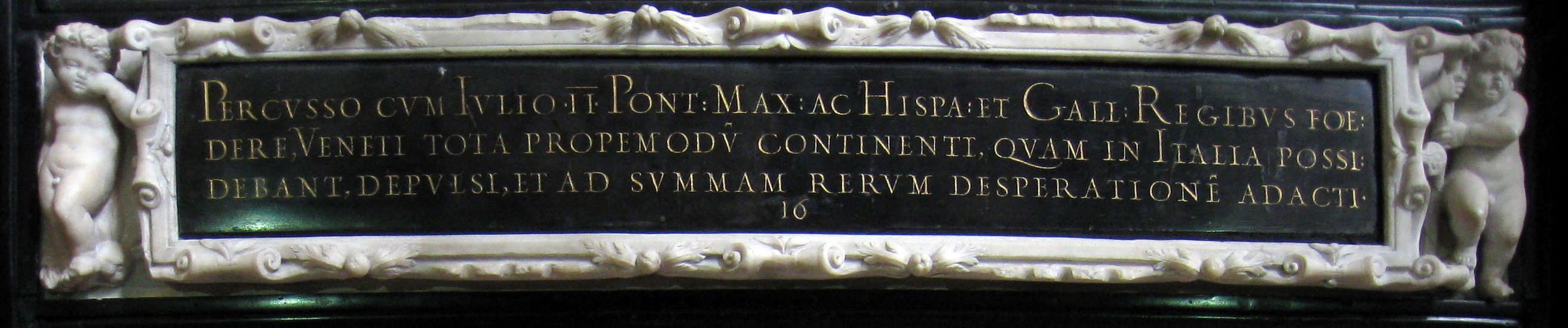

PERCVSSO CVM IVLIO II PONT:(ifice) MAX:(imo), AC HISPA:(niae) ET GALL:(iae) REGIBVS, FOE:

DERE, VENETI TOTA PROPEMODV(m) CONTINENTI, QVAM IN ITALIA POSSI:

DEBANT, DEPVLSI, ET AD SVMMAM RERVM DESPERATIONE(m) ADACTI

16
1508: Die antivenezianische Liga von Cambrai zwischen Maximilian, Papst Julius II. und den Königen Ferdinand II. von Spanien und Ludwig XII. von Frankreich

#### Inschrift Nr. 17

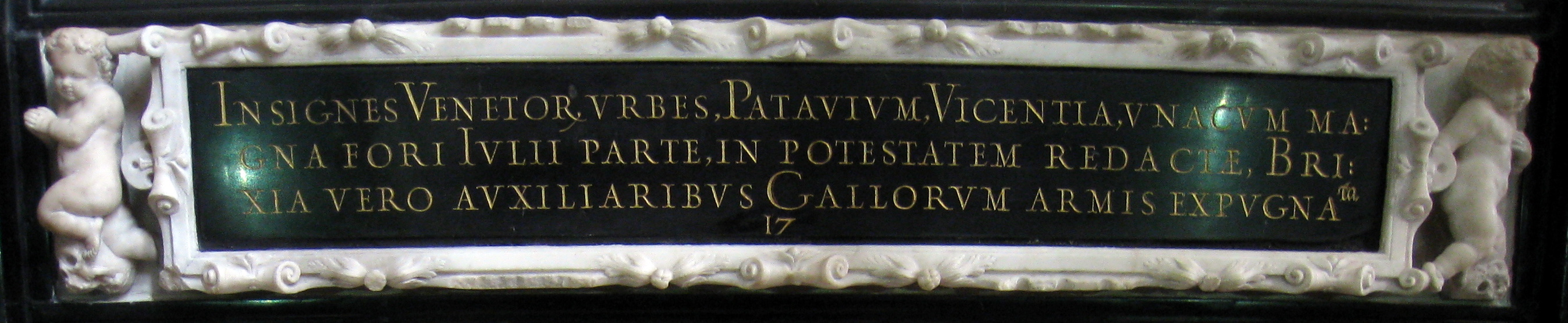

INSIGNES VENETOR(vm) VRBES, PATAVIVM, VICENTIA,ẟ VNACVM MA:

GNA FORI IVLII PARTE, IN POTESTATEM REDACTÆ, BRI:

XIA VERO AVXILIARIBVS GALLORVM ARMIS EXPVGNAta

17
1509: Übergabe der venezianischen Städte Padua, Verona, Vicenza und eines großen Teils von Friaul an Maximilian

#### Inschrift Nr. 18

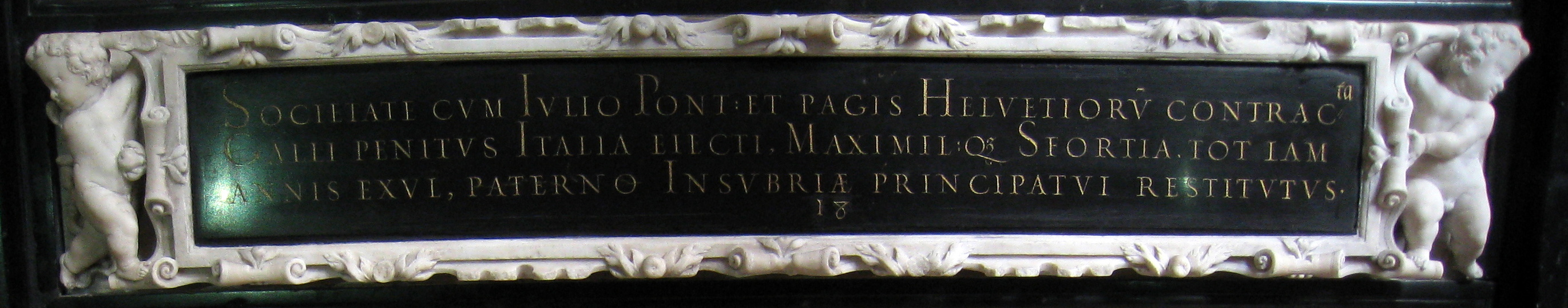

SOCIETATE CVM IVLIO PONT:(ifice) ET PAGIS HELVETIERV(m) CONTRACta

GALLI PENITVS ITALIA EIECTI, MAXIMIL(ianvs)Q(ve) SFORTIA, TOT IAM 

ANNIS EXVL, PATERNO INSVBRIÆ PRINCIPATVI RESTITVTVS

18
1512: Die antifranzösische Heilige Liga Maximilians mit Papst Julius II. und den Eidgenossen und Rückkehr Massimiliano Sforzas nach Mailand

#### Inschrift Nr. 19

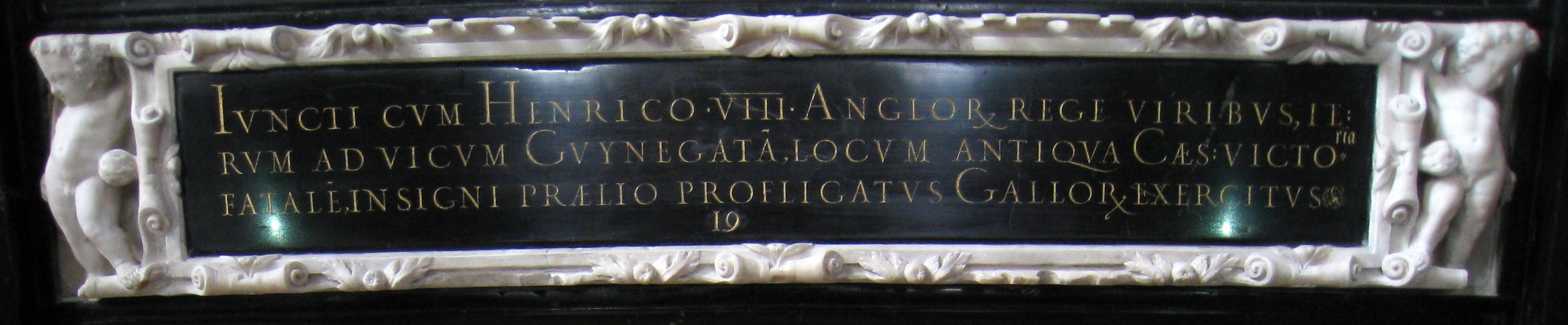

IVNCTI[s] CVM HENRICO VIII, ANGLOR(vm) REGE VIRIBVS, ITE:

RVM AD VICVM GVYNEGATA(m), LOCVM ANTIQVA CÆS:(aris) VICTOria

FATALE(m), INSIGNI PRÆLIO PROFLIGATVS GALLOR(vm) EXERCITVS

19
1513: Sieg über die Franzosen bei Guinegate mit Unterstützung des englischen Königs Heinrich VIII.

#### Inschrift Nr. 20

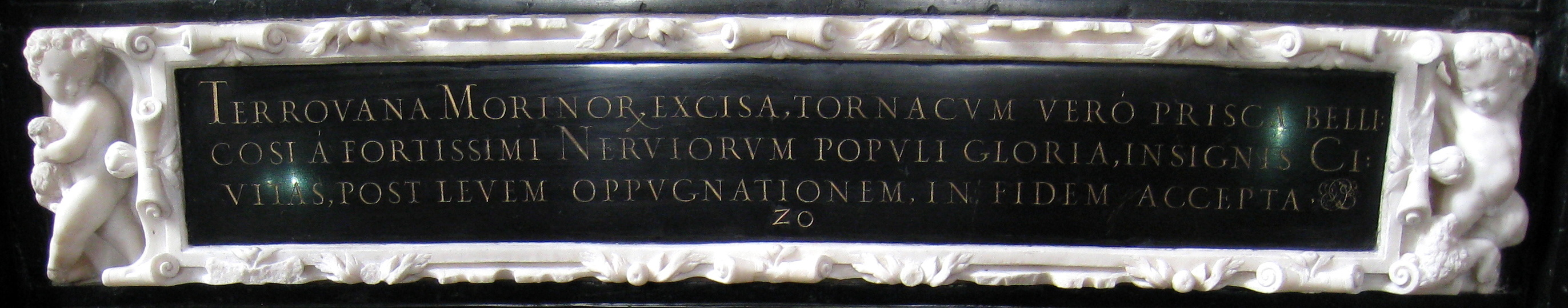

TERROVANA MORINOR(um) EXCISA, TORNACVM VERO PRISCA BELLI:

COSI A(c) FORTISSIMI NERVIORVM POPVLI GLORIA INSIGNIS CI:

VITAS, POST LEVEM OPPVGNATIONEM, IN FIDEM ACCEPTA

20
1513: Zerstörung von Thérouanne und Einnahme von Tournai

#### Inschrift Nr. 21

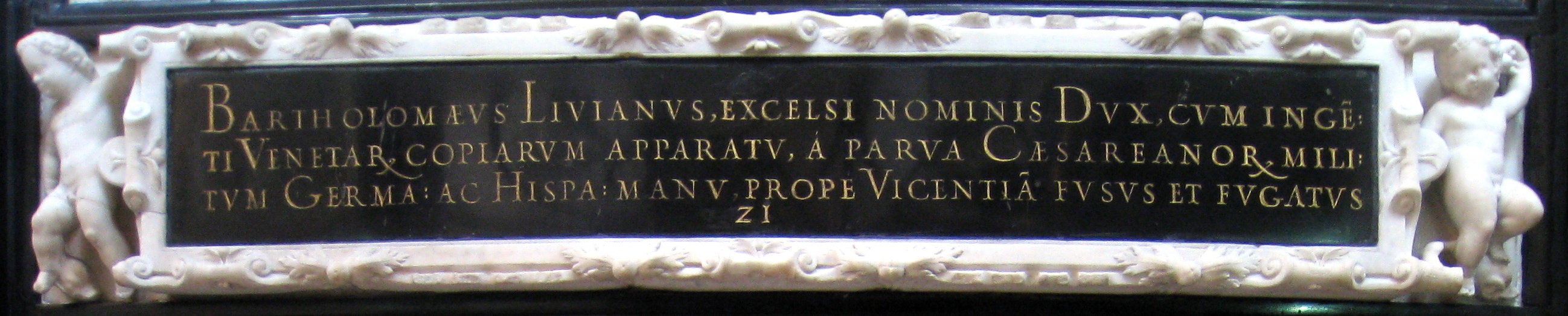

BARTHOLOMÆVS LIVIANVS, EXCELSI NOMINIS DVX, CVM INGE(n):

TI VENETA(rvm) COPIARVM APPARATV, A PARVA CÆSAREANOR(vm) MILI:

TVM GERMA:(norvm) AC HISPA:(norvm) MANV, PROPE VICENTIA(m) FVSVS ET FVGATVS

21
1513: Niederlage der zahlenmäßig überlegenen Venezianer bei Vicenza unter ihrem Befehlshaber Bartholomeo d’Alviano

#### Inschrift Nr. 22

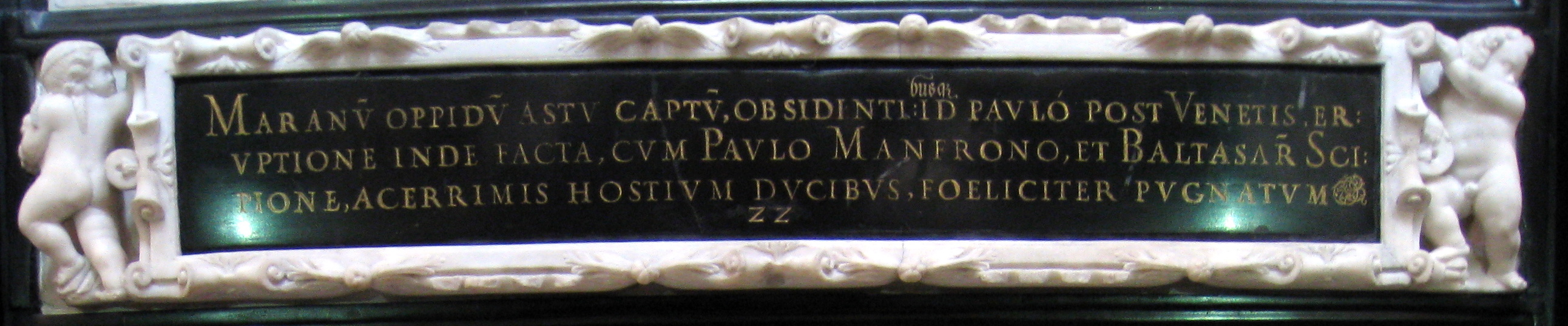

MARANV(m) OPPIDV(m) ASTV CAPTV(m), OBSIDENTI:busq(ve) ID PAVLO POST VENETIS ER:

VPTIONE INDE FACTA, CVM PAVLO MANFRONO, ET BALTASAR(e) SCI:

PIONE ACERRIMIS HOSTIVM DVCIBVS, FOELICITER PVGNATVM

22
1514: Erfolgreiche Abwehr der Venezianer bei Marano

#### Inschrift Nr. 23

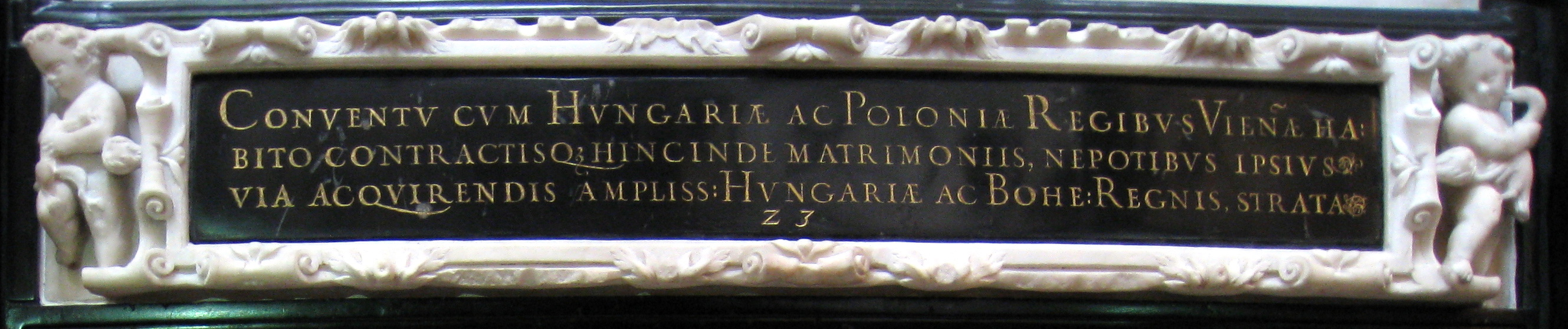

CONVENTV CVM HVNGARIÆ AC POLONIÆ REGIBVS VIEN(n)Æ HA:

BITO CONTRACTISQ(ve) HINCINDE MATRIMONIIS, NEPOTIBVS IPSIVS

VIA ACQVIRENDIS AMPLISS:(imis) HVNGARIÆ AC BOHE(miae) REGNIS, STRATA

23
1515: Die folgenreiche Doppelhochzeit einer Enkelin und eines Enkels Kaiser Maximilians I. mit den Kindern Königs Wladislaw II. von Böhmen und Ungarn, der 9-jährigen Erzherzogin Maria (1505–1558) von Habsburg mit dem 9-jährigem Ludwig, dem Sohn Wladislaws II. und Kaiser Maximilians in Stellvertretung eines seiner Enkel mit Wladislaws II. 12-jähriger Tochter Anna in Anwesenheit des Vaters und dessen Bruders König Sigismund I. von Polen

#### Inschrift Nr. 24

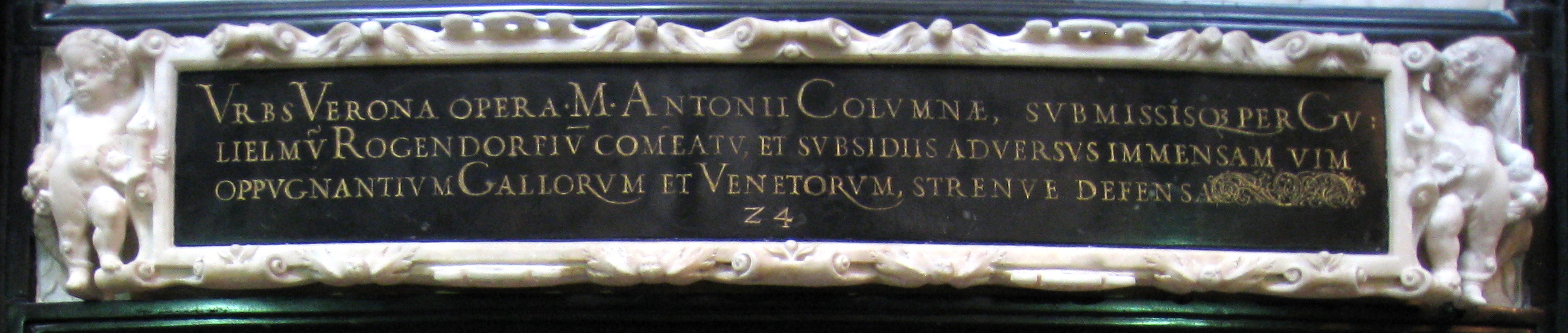

VRBS VERONA OPERA M(arci) ANTONII COLVMNÆ, SVBMISSISQ(ve) PER GV:

LIELMV(m) ROGENDORFIV(m) COM(m)EATV, ET SVBSIDIIS ADVERSVS IMMENSAM VIM

OPPVGNANTIVM GALLORVM ET VENETORVM, STRENVE DEFENSA

24
1516: Erfolgreiche Verteidigung von Verona gegen die angreifenden Franzosen und Venezianer

## Schriftkünstler

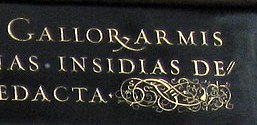
Inschrift 3 (Ausschnitt), Kalligraph George Bocskay

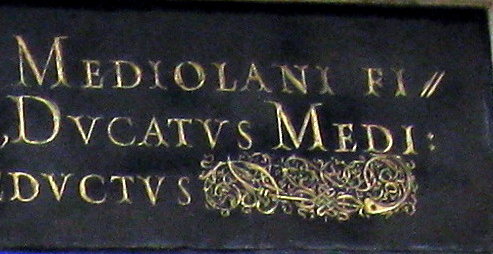
Inschrift Nr. 11 (Ausschnitt), Kalligraph George Bocskay

Es ist der in Wien tätige Schreiber, Hofsekretär und Hofrat der ungarischen königlichen Kanzlei George Bocskay (1510–1575), der im Auftrag von Kaiser Ferdinand I. in den Jahren 1563 bis 1568 die Inschriften in der von ihm entworfenen Schriftform in schwarze Marmortafeln ätzt und vergoldet. Die von ihm gewählte Schriftform mit Majuskeln mit vielfachen Schnörkeln sowie der Variationsreichtum der Ornamente am Ende einzelner Zeilen, sind beachtenswert. Bevor Bocskay diesen Auftrag erhielt, hatte sich der Schriftkünstler durch ein graphisches Kunstwerk, ein Musterbuch der Kalligraphie, mit dem Titel Mira Calligraphiae Monumenta dem Kaiser empfohlen. Später fand Bocskays Werk auch am kaiserlichen Hof in Prag Beachtung. In den 1590er Jahren erschien dort eine mit Miniaturen von Pflanzen und Tieren durch den flämischen Künstler Joris Hoefnagel (1542–1601) erweiterte Ausgabe von Bocskays Werk. Im darin enthaltenen Widmungsepigramm für den Auftraggeber Kaiser Rudolf II. huldigen die beiden Künstler, die sich selbst nie getroffen haben, dem Kaiser in künstlerischem Selbstverständnis als der ungarische Zeuxis mit der Feder und der belgische mit seiner Malkunst-

## Verfasser und künstlerischer Berater

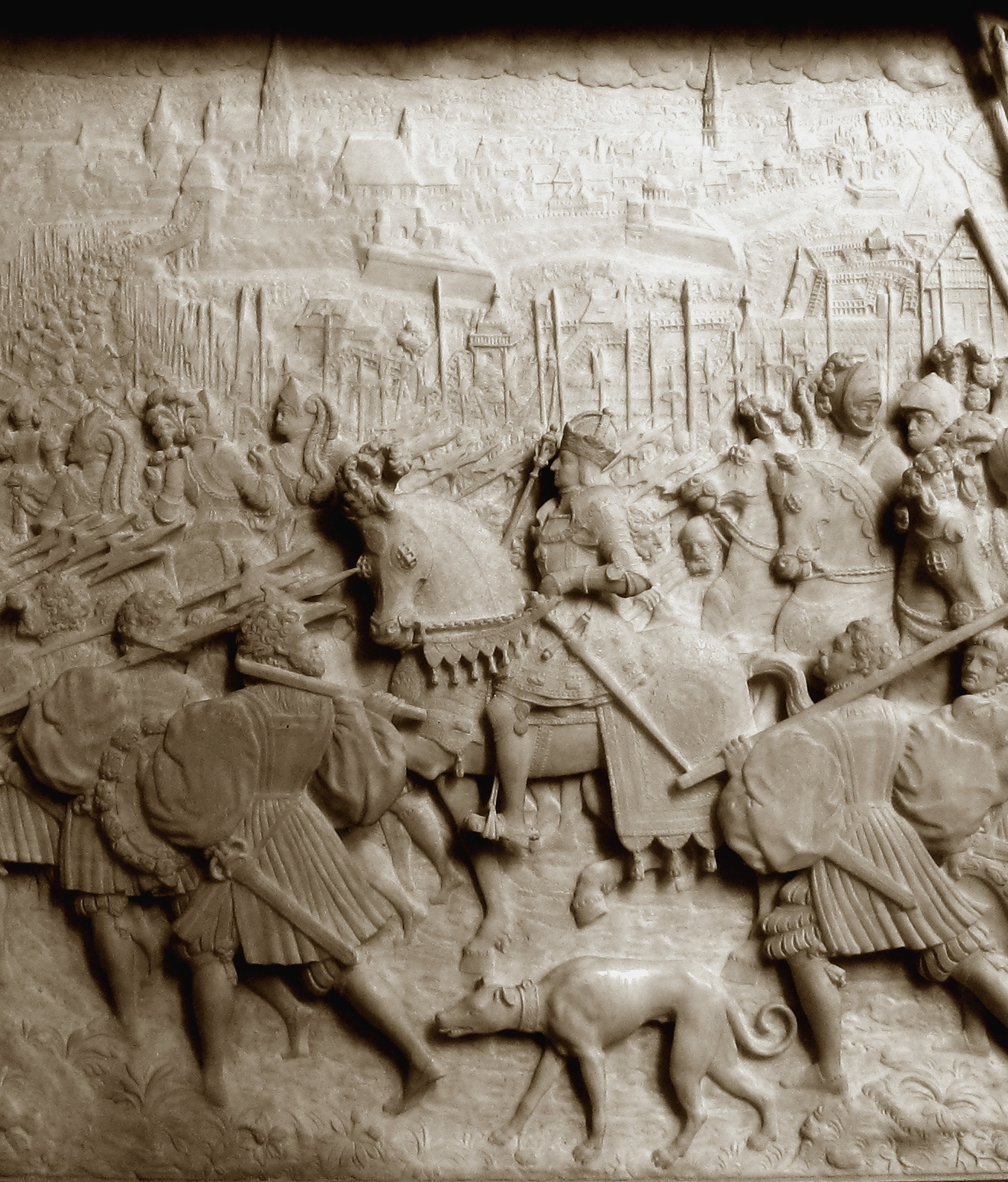
Bildrelief zu Inschrift Nr.6: 1490 Triumphaler Einzug König Maximilians in Wien – Pingatur urbs ad imaginem Viennae, quam Maximilianus triumphantis more ingrediatur (Seld)

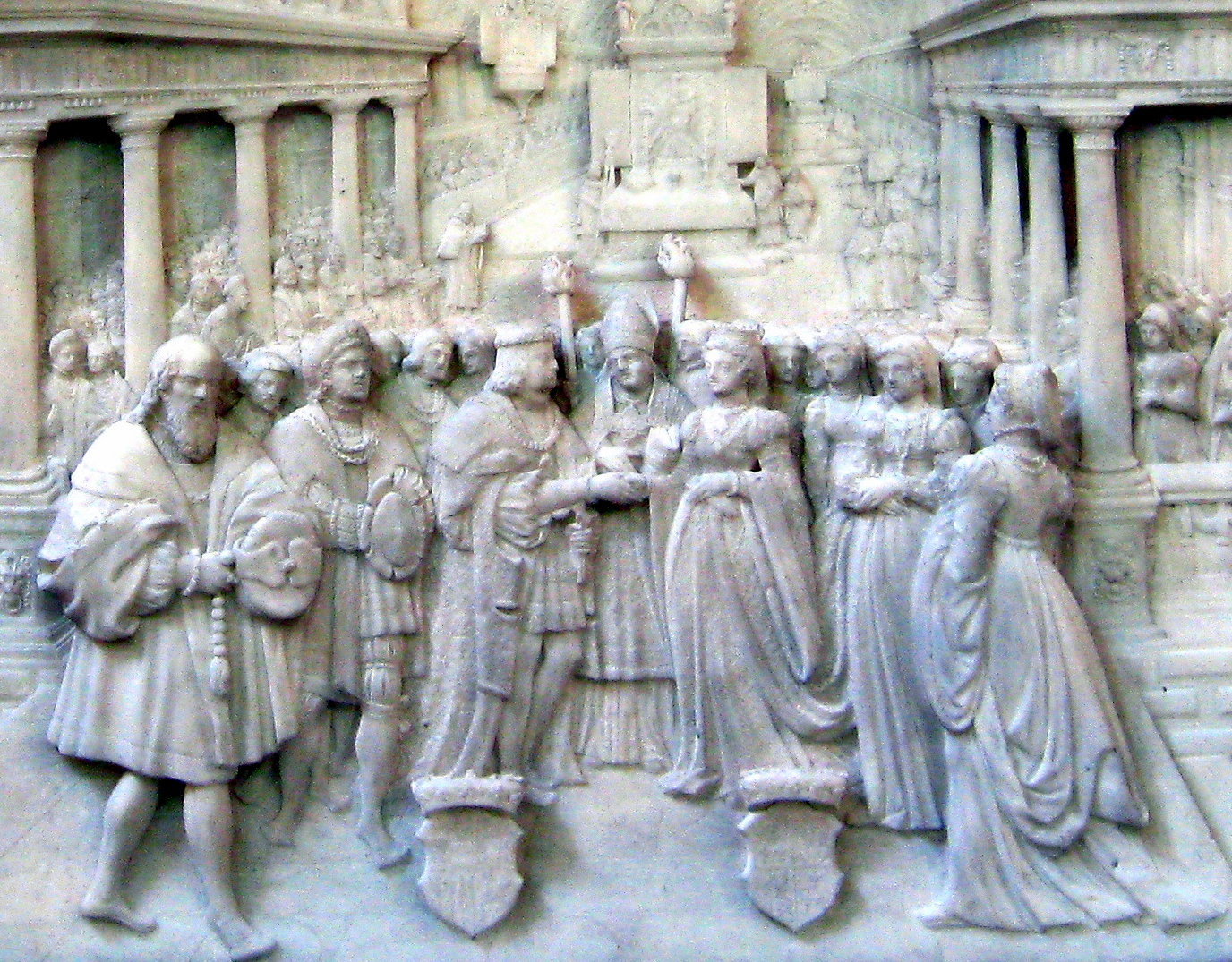
Bildrelief zu Inschrift Nr.1: 1477 Heirat Erzherzogs Maximilian mit Maria von Burgund. Bildvorlage Ehrenpforte – Pictura poterit manere eadem quae antea in Porta honoris (Seld)

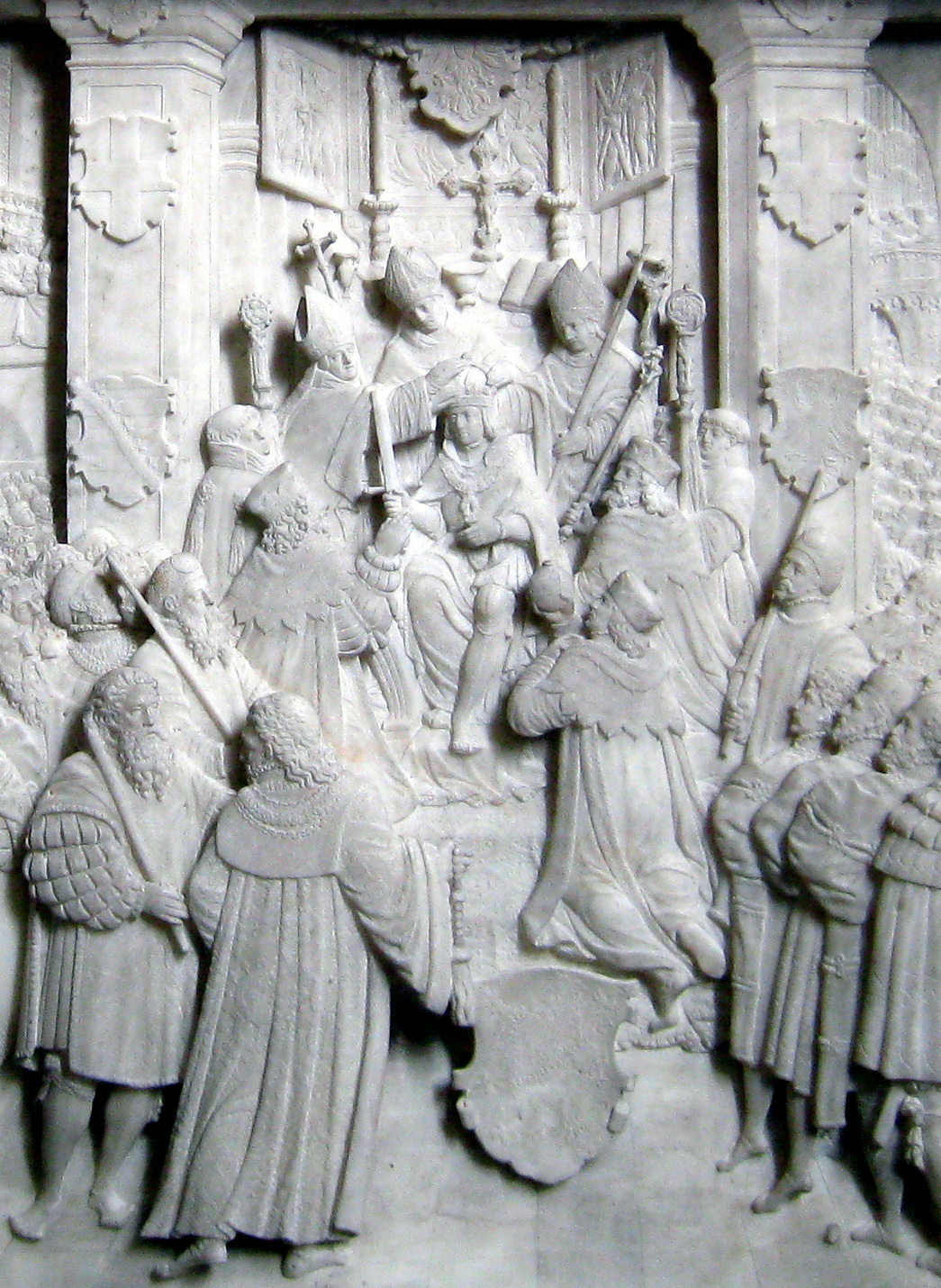
Bildrelief (Ausschnitt) zu Inschrift Nr. 4 : 1486 Bildvorlage Ehrenpforte -– Maneat pictura antiqua (Seld)

Verfasser der Inschriften ist nachweislich der in Bologna promovierte Jurist Georg Sigmund Seld (1516–1565) aus Augsburg. 1547 wurde er in die habsburgische Reichskanzlei berufen, wo er seit 1551 als Reichsvizekanzler für Kaiser Karl V., Kaiser Ferdinand I. und Maximilian II. tätig war. Bei seinen historischen Recherchen für die Inschriften des Kenotaphs benutzte Seld als erste Orientierung die Ehrenpforte, ein großformatiges Holzschnittwerk eines gedruckten Triumphbogens, das Kaiser Maximilian I. 1517 von namhaften Künstlern seiner Zeit, u. a. Albrecht Dürer, fertigen hat lassen. Seine Auswahl von 24 bedeutsamen Lebensstationen des Kaisers in chronologischer Abfolge, eine handbuchartige Zusammenfassung – sub compendio, wie es in der Widmungsinschrift heißt, umfasst sowohl Maximilians Politik durch Heiraten und Erbverträge, seine Allianzen als auch seine Politik durch Kriege. Dass letztere in die Mehrheit der Inschriften Eingang gefunden hat, mag ernüchtern, befremdet jedoch angesichts der 25 Feldzüge, die Maximilian innerhalb von rund 40 Jahren geführt hat, nicht.

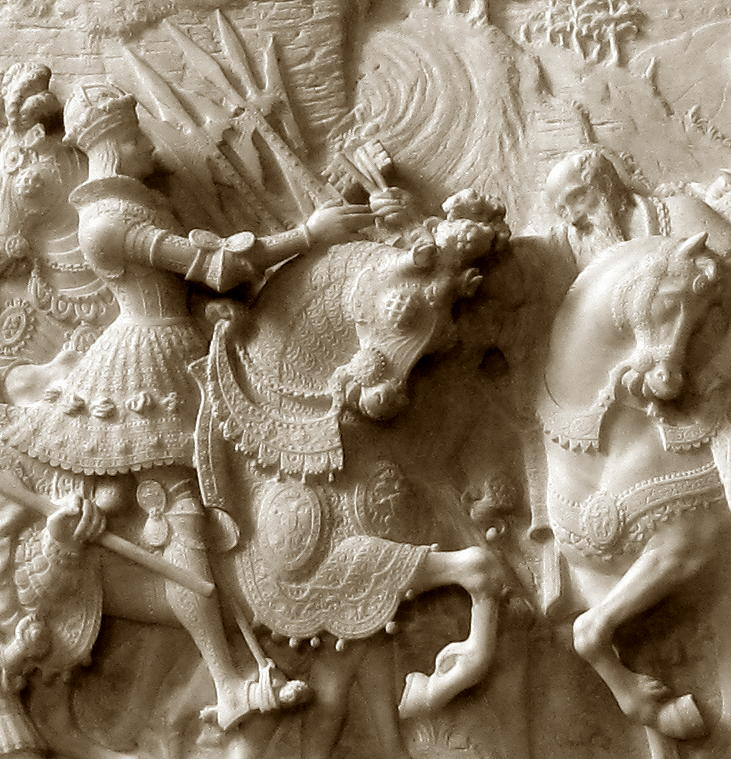
Bildrelief (Ausschnitt) zu Inschrift Nr. 8: 1493 Überreichung von zwei Schlüsseln als symbolischer Akt der Rückgabe der Freigrafschaft Burgund und des Artois, Teil der Mitgift von Maximilians Tochter – … unusque procerum Gallicorum qui...Maximiliano...duas claves consignet (Seld)

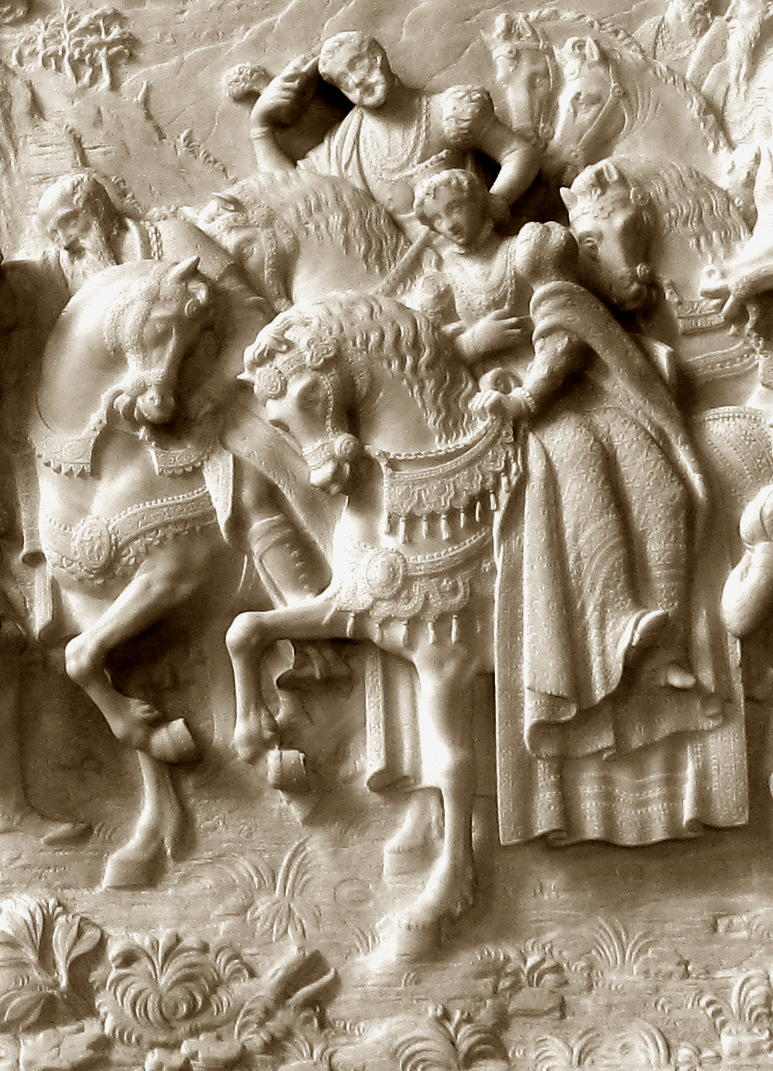
Bildrelief (Ausschnitt) zu Inschrift Nr. 8: 1493 Rückkehr der 13-jährigen Tochter König Maximilians vom französischen Hof in königlichem Schmuck mit französischer Reitereskorte – …puella regio cultu ornata cum comitatu equestri Gallico (Seld)

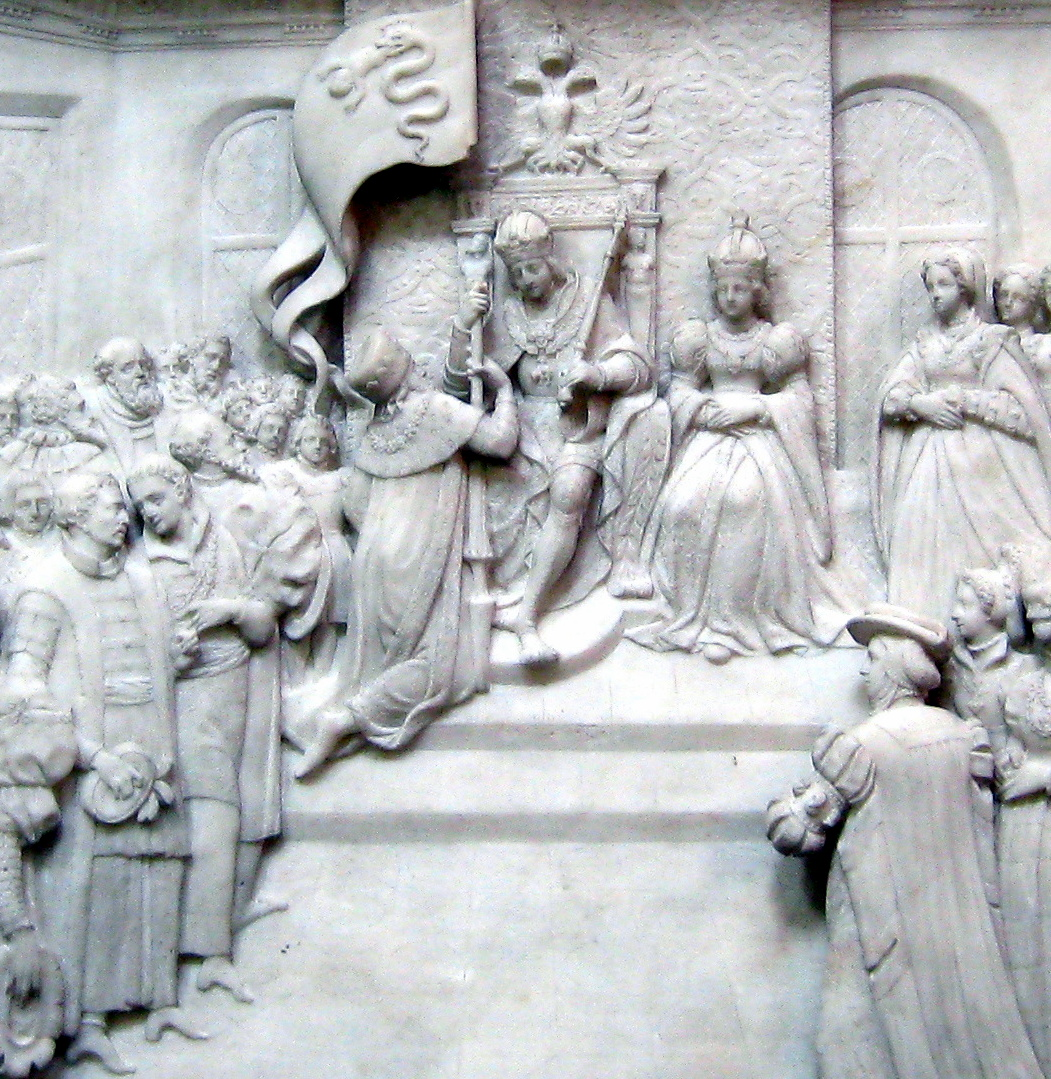
Bildrelief (Ausschnitt) zu Inschrift Nr. 11: 1494/95 Ludovico Sforza zu Füßen Maximilians und dessen zweiter Ehefrau Bianca Sforza – … procumbat vir in habitu ducali cum vexillo Mediolanensi … (Seld)

Die in Selds endgiltigem Entwurf enthaltenen Inschriften sind wortwörtlich am Kenotaph übernommen. Sie sind dabei als Überschriften zu den Marmorreliefs zu lesen, aber auch als Komplementierung dessen zu verstehen, was sich nicht verbildlichen lässt. Die panegyrische Linie, für Inschriften an einem Kaiserkenotaph durchaus nachvollziehbar, lässt sich daran festmachen, dass Misserfolge und Rückschläge ausgespart bleiben. Zwischen den Zeilen ist jedoch ein durchaus höchst bewegtes Leben herauszulesen, passend zu Maximilians Wahlspruch Per tot discrimina rerum – Durch so viele Gefahren. Auffällig ist, dass zwar seine Krönung zum König des Heiligen Römischen Reiches in Aachen festgehalten ist, nicht jedoch seine Kaiserproklamation in Trient, ebenso, dass bei einigen in Wort und Bild festgehaltenen Ereignissen Maximilian unmittelbar in Erscheinung tritt und in Persona agiert, obwohl die historischen Quellen das ausschließen. Offen bleibt auch, weshalb einmal von der strikten chronologischen Anordnung abgewichen ist. In Wortschatz und Satzbau orientiert sich Seld am klassischen Latein. Mit der antikisierenden Bezeichnung der verschiedenen Teile Frankreichs und des damaligen Burgund bzw. dessen Bewohner als Gallier, Belger, Sequaner, Nervier, Moriner und Insubrien knüpft er an klassische lateinische Schulautoren an, in der Orthographie mancher Wörter wie praelium statt proelium und foelix statt felix folgt er mittelalterlichen Gepflogenheiten.

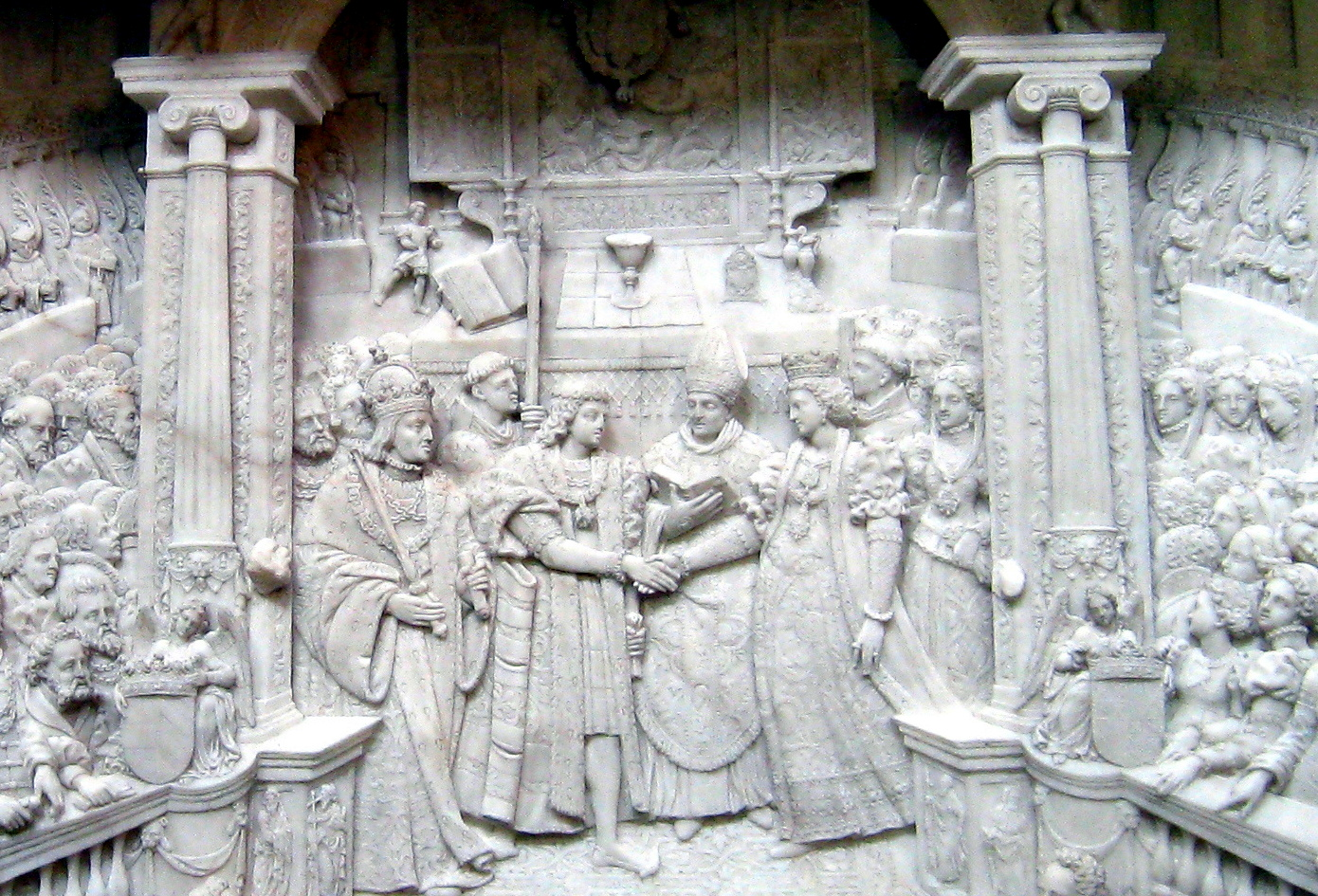
Bildrelief (Ausschnitt) zu Inschrift Nr.12: 1496 Bildvorlage Ehrenpforte – Maneat pictura antiqua (Seld)

Der Beleg dafür, dass Seld sich auch als künstlerischer Berater für das Kenotaph eingebracht hat, sind die in seinem Entwurf mit den Inschriften beigefügten lateinischen Anmerkungen zu Darstellung und Komposition der Reliefbilder. Letztere standen auch den ausführenden Künstlern, dem Maler und Zeichner Florian Abel aus Köln († 1565), der die Vorzeichnungen erstellt hat, und dem flämischen Bildhauer Alexander Colin (1527/1529 – 1612), der die Vorlagen in dreidimensionale Form umgesetzt hat, zur Verfügung. Selds Vorgaben haben also eine nicht unwesentliche Rolle in der Bildkomposition und bei der Fülle der feinen Details der meisterhaft vollendeten Renaissancereliefs gespielt. Er erlebte die Fertigstellung der Bildtafeln jedoch nicht mehr, da er ein Jahr vorher in Wien verstarb.

## Meister der Bildreliefs

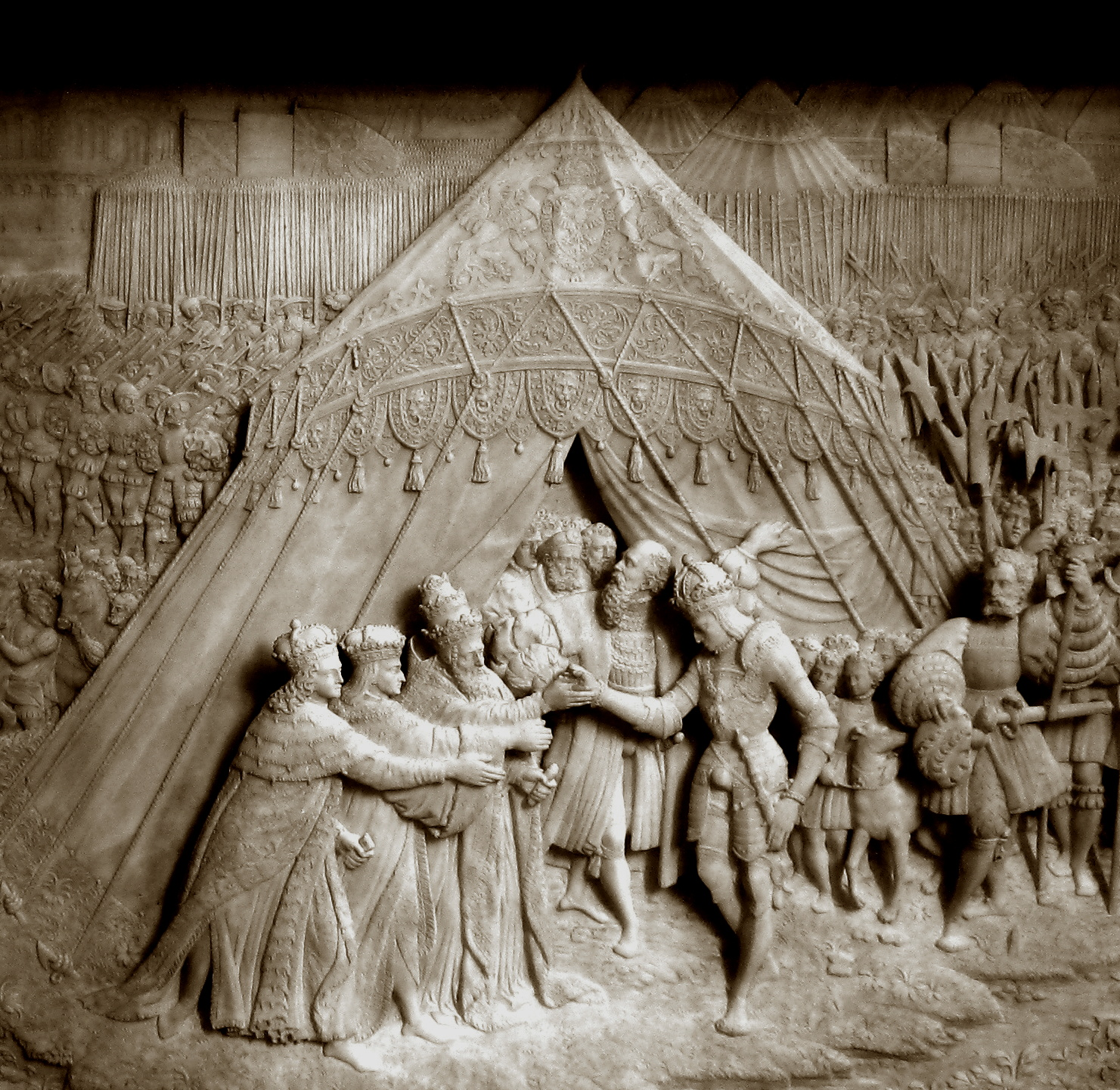
Bildrelief (Ausschnitt) zu Inschrift Nr. 16: 1508 Liga von Cambrai – …Maximilianus dextras cum pontifice ac duobus regibus iungens" (Seld)

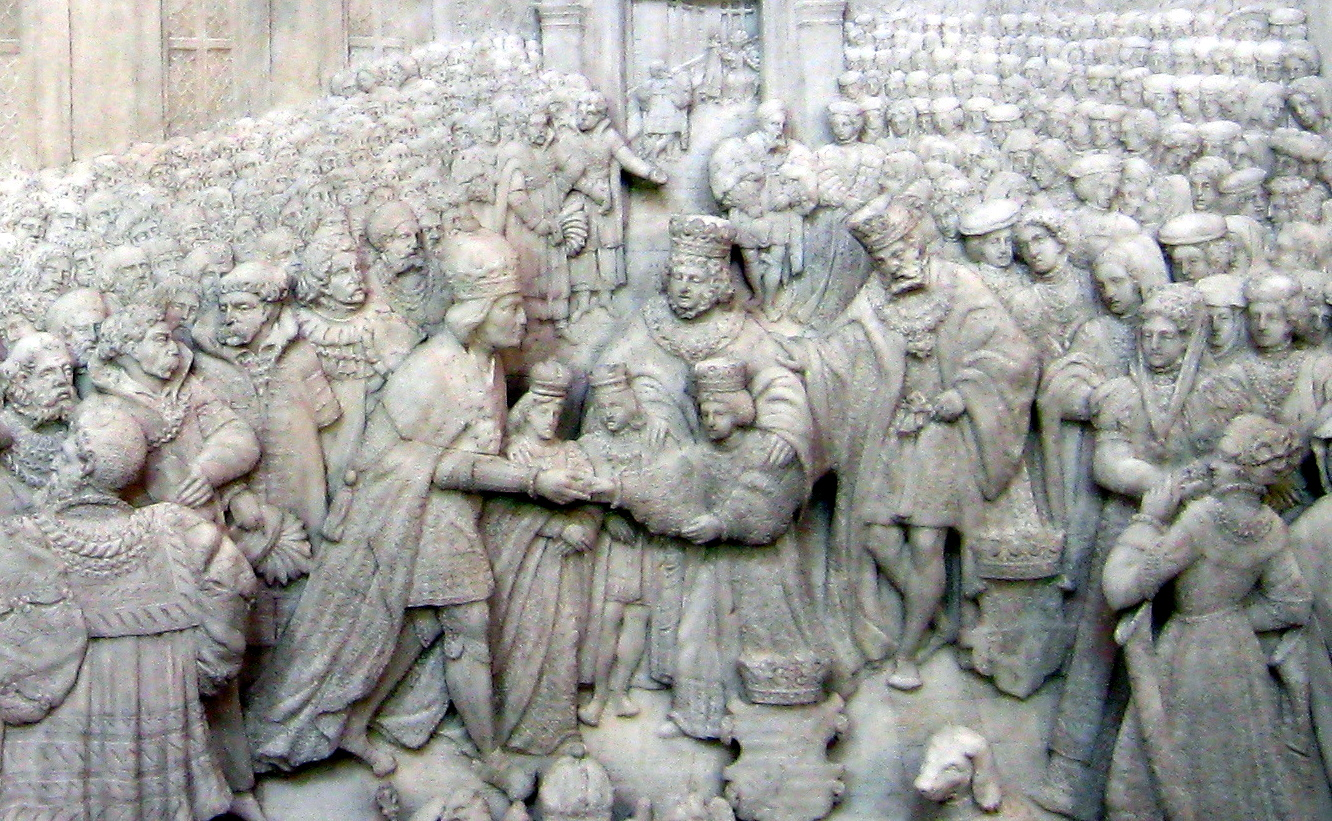
Bildrelief (Ausschnitt) zu Inschrift Nr. 23: 1515 Bildvorlage Ehrenpforte – Maneat pictura antiqua (Seld)

An der Stirnseite der Tumba  findet sich die Signatur des Renaissancekünstlers ALEXANDER COLINUS, MECHLINIENSIS, SCULPSIT ANNO MDLXVI. Er war von Florin Abels Brüdern Bernhard († 1563/1564) und Arnold Abel († 1564), die ursprünglich mit der Ausführung der Bilderreliefs von Kaiser Ferdinand beauftragt worden waren,  als Mitarbeiter aus Mecheln geholt worden und nach dem Tod der beiden Brüder – sie hatten erst drei Reliefs gefertigt –  mit der  Weiterführung der Reliefs betraut worden. Kaiser Ferdinand I., der  den Entstehungsprozess der Bilderreliefs für das Kenotaph mit großem Interesse begleitete, heißt es, habe bei seinem letzten Besuch in Innsbruck vor seinem Tod dem Künstler gegenüber seine Wertschätzung ausgedrückt. Nach Kaiser Ferdinands I. Tod erhält Colin so nach Vollendung aller Reliefs unter Kaiser Maximilian II. und dessen Bruder Erzherzog Ferdinand II. von Tirol als ain besonders kunstliche und geschickte person auch den Auftrag, den knienden Kaiser und die vier Kardinaltugenden für das Kenotaph zu modellieren. Auch an den Aufgaben, die man ihm später übertrug, lässt sich die Anerkennung seines  künstlerischen Talents ablesen. In der Silbernen Kapelle der Hofkirche schuf er die Marmorgräber für Maximilians I. Urenkel Erzherzog Ferdinand II. und dessen erste Frau Philippine Welser sowie das Kaisergrab für Maximilians Enkel Kaiser Ferdinand I. und Anna Jagiello von Böhmen und Ungarn im Veitsdom in Prag.

## Habsburgische Gedächtniskultur
Maximilian I. begann sehr früh an seinem Nachruhm zu arbeiten. Neben seinen autobiographischen Werken Freydal, Theuerdank, Weißkunig gehören zu dieser Selbstdarstellung u. a. die graphischen Werke, die Ehrenpforte und der Triumphzug Kaiser Maximilians I., ebenso seine Pläne für eine ihm angemessene Grabstätte. Auch sein Vater Kaiser Friedrich III. hatte lange vor seinem Tod sein Grabmal in Auftrag gegeben. Die Grabplatte, die der Bildhauer Niclaes Gerhaert van Leyden († 1473) für ihn geschaffen hat, zeigt seine liegende Gestalt, majestätisch im vollen Ornat mit Kaiserkrone, in der rechten Hand den Reichsapfel,  in der linken das Szepter, umwunden von einem Schriftband  mit seiner auch andernorts vielfach verwendeten Vokal-Devise AEIOU. Deutet man die fünf Vokale als Austriae Est Imperare Orbi Universo – Es ist Austrias Bestimmung, die Welt zu regieren, bezeugen sie ein Herrschaftsverständnis, das sich für die Nachkommen und Erben Friedrichs III. als richtungsgebend erweisen sollte. Selbst im Inneren des Sarkophags dienen zwei beschriftete Tafeln der Gedächtnispflege. Die lateinischen Texte darauf würdigen die Leistungen Friedrichs und zusätzlich die seines Sohnes Maximilian, der 1513, 20 Jahre nach dem Tod seines Vaters, dessen feierliche Bestattung im Wiener Stephansdom besorgte.
Maximilians eigenes Grabprojekt wurde großenteils erst unter seinem Enkel Kaiser Ferdinand I. und seinen Urenkeln Kaiser Maximilian II. und Erzherzog Ferdinand II. ausgeführt. Auch wenn es manche Einschränkung in Form und Umfang erfahren hat, so wurden doch wesentliche Vorstellungen der äußeren Gestaltung Maximilians verwirklicht, wie die Relieffelder als Gliederung der Tumbawände und die Wort-und-Bild Konzeption nach der Vorlage der Ehrenpforte. Auch inhaltliche Entsprechungen mit Maximilians Selbstdarstellung und Grundsätzen lassen sich erkennen. Die vor Gott kniende Gestalt des Kaisers und die Kardinaltugenden auf dem Kenotaph, Ausdruck seiner christlichen und ethischen  Lebenshaltung, die 24 Inschriften und 24 Bildreliefs, die seine bedeutsamen Leistungen – insignia facta in Stein gemeißelt festhalten, Ausdruck seines tätigen Lebens im Dienst der Politik, ganz im Sinn der Lebensregel des Weißkönigs: wann ain mensch stirbt, so volgen ime nichts nach dann seine werk… wer ime in seinem leben kain gedachtnus macht, der hat nach seinem tod kain gedächtnus und desselben menschen wird mit dem glockendon vergessen.